# デオルハムの戦い
デオルハムの戦い（デオルハムのたたかい、英: Battle of Deorham）またはディラムの戦い（Battle of Dyrham）は、577年に西サクソン人と西部地方のブリトン人との間で行われた決定的な軍事的な戦いである。この戦いは、チェウリンとその息子クスウィネが率いるウェセックス軍の大勝利となり、ブリトン人の都市であるグレヴム（Glevum、グロスター）、コリニウム・ドブンノルム（Corinium Dobunnorum、サイレンセスター）、およびアクアエ・スリス（Aquae Sulis、バース）を獲得した。また、ドゥムノニア（Dumnonia; デヴォンとコーンウォール）とウェールズの文化的・民族的な分離を恒久的にもたらした。
『アングロ・サクソン年代記』が、デオルハムの戦いについて言及している唯一の情報源である。詳細はほとんど記載されていないものの、この戦いは大規模な交戦であったと記述されている。サウス・グロスターシャーのディラム近くのヒントン・ヒルで戦われた。

## 記述
『アングロ・サクソン年代記』の577年の項目には、その年にウェセックスのチェウリン王と彼の幼い息子クスウィネが西部地方のブリトン人と「[デオルハム]（Deorham）と呼ばれる場所」で戦ったことが記録されている。これは一般的に、バースの北数キロメートルのコッツウォルズの断崖の上、現在のサウス・グロスターシャーにあるディラムと考えられている。西サクソン人が勝利を収め、ブリトン人の3人の王（名前はConmail、Condidan、Farinmailと伝えられている）が殺された。この戦いの結果、西サクソン人はグレヴム、コリニウム・ドブンノルム、アクアエ・スリスの3つの重要な都市（セヴァーン川の東側のグロスターシャーとウスターシャー、北東部のサマセットの一部を表わす）を奪取した。

## 推定される戦略と戦術
セバーンバレーは常にブリテンの軍事的な要衝の地の一つであり、サクソン人による征服の決定的な戦いのいくつかは、セバーンバレーを支配するために戦われた。577年には、セバーン川下流域のブリトン人の勢力を断ち切るために、テムズバレーからコッツウォルズを越えて進出したチェウリンが、この地域を掌握した。
歴史家（1929年のWelbore St Clair Baddeleyなど）の中には、ヒントン・ヒル野営地（ディラム野営地）にある要塞がエイヴォンバレーを支配し、バースと隣接するローマン・ブリトン人の町グロスターとサイレンセスターの間の南北の連絡網を妨害したため、サクソン人が奇襲攻撃を開始し、砦を占領したのではないかと結論づけている者もいる。サクソン人がこの地を占領した後（そして、この場所にあった既存の鉄器時代の防御構造の補強を始めた後）、これらの3つの町のブリトン人は、団結してサクソン人を排除するための共同で襲撃を行うことを余儀なくされた。ブリトン人の襲撃は失敗に終わり、3人のブリトン人王（グロスターのCommagil、サイレンセスターのCondidan、バースのFarinmagilと記されている）は殺された。追い詰められた軍はセバーン川の北側、バースの南側に追いやられ、より多くの領土が失われるのを防ぐためにそこでワンズダイクと呼ばれる防御用の土塁の建設を始めたようである。

## 結末
この戦いによって、ローマン・ブリトン人は3つの都市（ローマ帝国統治時代の地方府コリニウム〔サイレンセスター〕、かつてのローマ軍団の要塞地グレヴム〔グロスター〕、温泉地として名高く、多神教徒の宗教的中心地であったアクアエ・スリス〔バース〕）を失ったため、大きな軍事的、文化的、経済的打撃を受けた。考古学的な調査では、これらの都市の周辺のローマ帝政期後の時代の住居の多くがまだ居住されていたことが明らかにされた。このことは、この地域が比較的洗練された裕福なブリトン人によって支配されていたことを示唆している。しかし、この地域はウェセックスの支配下に置かれるようになると、最終的には放棄されたり、破壊されたりした。これはサイレンセスター周辺の戦いの後にすぐ起こったが、サクソン人はグロスターとバースに植民するのに何年もかかった。それにもかかわらず、これらの地域はアングロサクソン・イングランドの小王国ウィッチェの一部となった。
一部の学者は、この戦いはウェールズ語とコーンウォール語が別々の言語になり始めた出発点でもあったと考えている。ゲルマン語を話すサクソン人はイングランド南西部のケルト系民族とウェールズおよびミッドランズのケルト系民族の間の土地を所有した。その領土は8世紀にマーシア王国のアングル人によって征服されることになる。当時は陸路よりも水路の方が費用がかからなかったため、海路での接触はまだ容易に利用可能だったと指摘する学者もおり、実際にウェールズの系譜記録には、7世紀にペングエルンの王の子孫がグラストンベリー地方に王朝を築いたと記されていり。